# SQUID
Pour les articles homonymes, voir Squid.

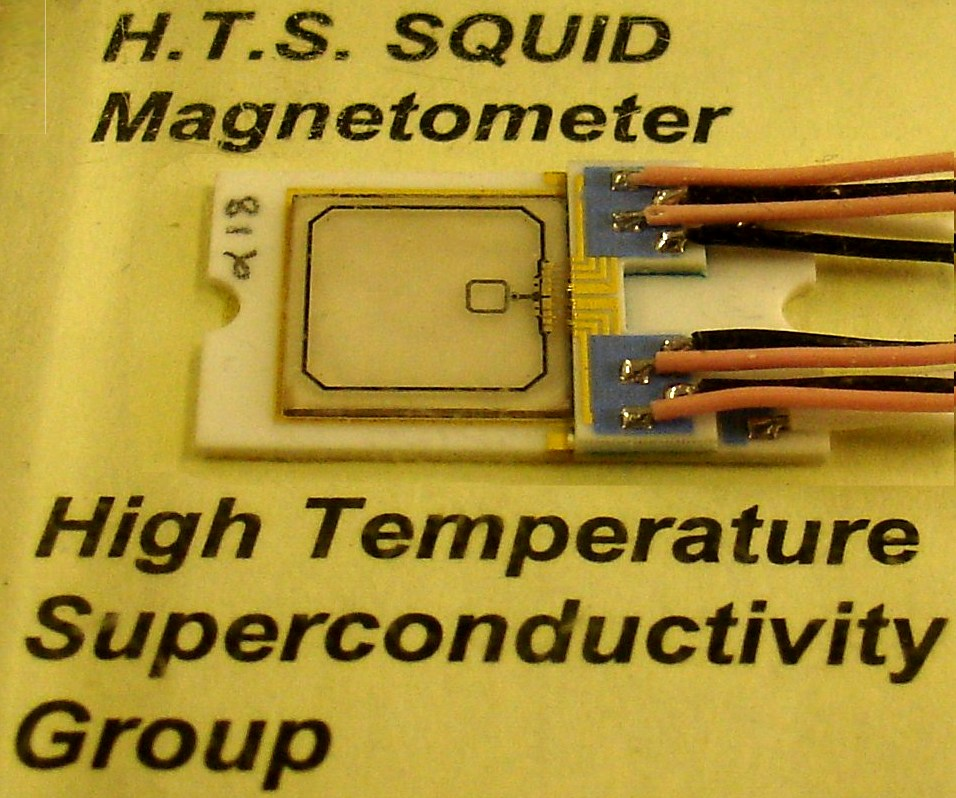
Un SQUID.

Un SQUID (de l'anglais superconducting quantum interference device) est un magnétomètre utilisé pour mesurer des champs magnétiques très faibles. Il est constitué généralement de deux jonctions Josephson montées en parallèle dans une boucle supraconductrice.
Le SQUID permet des mesures très précises, avec une sensibilité de l'ordre de 10−7 emu (unité électromagnétique de moment magnétique). Il est possible de faire des mesures en fonction de la température, jusqu'à quelques kelvins seulement. En revanche il n'est pas possible de faire tourner l'échantillon ou le champ magnétique, et les mesures sont très lentes (il faut compter plusieurs heures pour un cycle d'hystérèse complet).

## Modèle simple (SQUID DC)
Afin de comprendre simplement le fonctionnement d'un SQUID, deux résultats ont nécessaires :
{\displaystyle i(t)=i_{c}\sin(\Delta \Phi _{J}(t))}, la relation courant-phase dans l'effet Josephson et
{\displaystyle {\frac {}{}}\Delta \Phi _{B}={\frac {2\pi \phi }{\phi _{0}}}}, la relation due à l'effet Aharonov-Bohm.
Ici, {\displaystyle i_{c}} est le courant critique (maximal) d'une jonction Josephson, {\displaystyle \Delta \Phi _{J}} est la différence de phase entre les deux supraconducteurs formant une jonction Josephson, {\displaystyle \Delta \Phi _{B}} est la différence de phase occasionnée par le champ magnétique entre un électron se déplaçant dans le sens horaire versus un électron se déplaçant dans le sens anti-horaire et {\displaystyle \phi _{0}} représente le quanta de flux {\displaystyle \phi _{0}=h/2e}.

### Boucle supraconductrice avec deux jonctions
On considère d'abord une simple boucle supraconductrice à deux jonctions Josephson (voir figure).

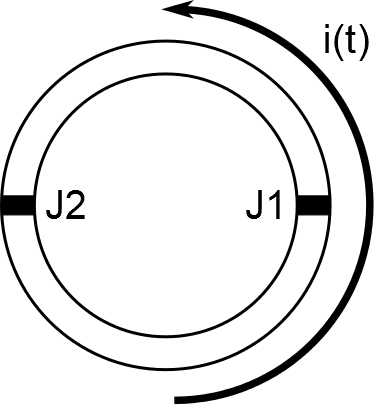
Boucle supraconductrice avec deux jonctions josephson (J1 et J2)

On fait l'approximation que les jonctions J1 et J2 sont identiques et que s'il n'y a aucun champ magnétique, les deux fonctions d’ondes supraconductrices sont en phase (jonction faible, faible énergie des paires). On impose ensuite que le déphasage total dans la boucle soit un multiple entier de {\displaystyle 2\pi }
{\displaystyle \Delta \Phi _{B}+2\Delta \Phi _{J}=2\pi n}
{\displaystyle \Delta \Phi _{J}=\pi n-{\frac {\pi \phi }{\phi _{0}}}}
Le courant critique est donc
{\displaystyle i=i_{c}\sin \left(\pi n-{\frac {\pi \phi }{\phi _{0}}}\right)=(-1)^{n+1}\times i_{c}\sin \left({\frac {\pi \phi }{\phi _{0}}}\right)}
Le courant dans la boucle est donc très sensible au flux la traversant. Pour mesurer ce courant, on doit polariser le SQUID avec un courant.

### SQUID DC
Le calcul suivant n'est pas exact, mais donne une très bonne idée du fonctionnement du SQUID. Pour avoir une théorie plus robuste, il faut utiliser le modèle RCSJ (resistively and capacitively shunted junction) et écrire les équations du courant en utilisant les deux équations de l'effet Josephson.

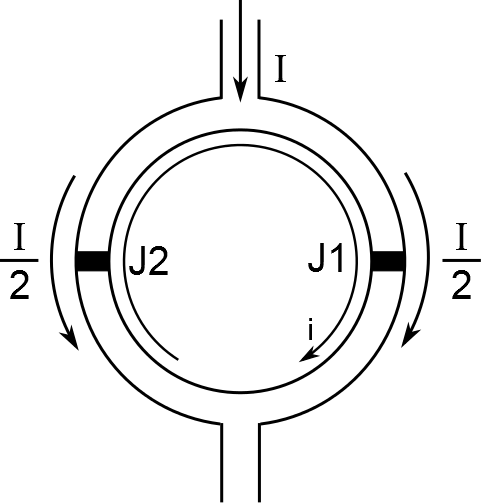
SQUID polarisé en courant.

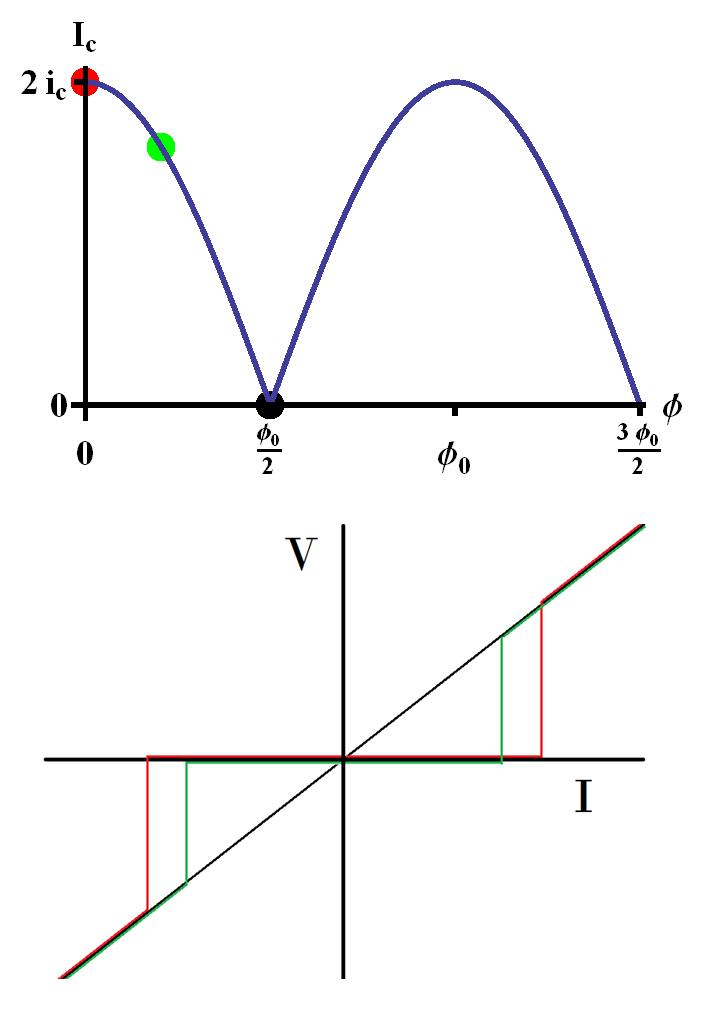
Courbe I-V en fonction du flux dans la boucle (point de fonctionnement).

On impose maintenant un courant {\displaystyle I} à-travers le SQUID. Les courants dans les jonctions Josephson sont donc maintenant {\displaystyle I/2+i} et {\displaystyle I/2-i}. On peut écrire la même condition pour que la phase totale soit encore un multiple de {\displaystyle 2\pi } :
{\displaystyle \Delta \Phi _{B}+2\Delta \Phi _{J}=2\pi n}
Malheureusement, {\displaystyle \Delta \Phi _{J1}\neq \Delta \Phi _{J2}} puisque les courants traversant les jonctions ne sont pas les mêmes. Toutefois, lorsque le champ magnétique est nul, le courant devient {\displaystyle i=0} et on peut écrire :
{\displaystyle \Delta \Phi _{J1}=\Delta \Phi _{J2}=\pi \left[n-{\frac {\phi }{\phi _{0}}}\right]}
De plus, on sait que lorsque le champ magnétique commence à augmenter, les variations de phase dans chaque jonction devraient être égales et opposées (comme le courant). On peut donc supposer que la phase aura la forme :
{\displaystyle \Delta \Phi _{J1}=\pi \left[n-{\frac {\phi }{\phi _{0}}}\right]+\delta }
{\displaystyle \Delta \Phi _{J2}=\pi \left[n-{\frac {\phi }{\phi _{0}}}\right]-\delta }
Sans connaître la forme de {\displaystyle \delta }, on peut écrire les équations du courant :
{\displaystyle i+{\frac {I}{2}}=i_{c}\sin \left(\pi \left[n-{\frac {\phi }{\phi _{0}}}\right]+\delta \right)}
{\displaystyle i-{\frac {I}{2}}=i_{c}\sin \left(\pi \left[n-{\frac {\phi }{\phi _{0}}}\right]-\delta \right)}
On fait la différence de ces deux équations et on trouve :
{\displaystyle I=2i_{c}\left|\cos \left(\pi \left[n-{\frac {\phi }{\phi _{0}}}\right]\right)\sin(\delta )\right|}
{\displaystyle I_{c}=2i_{c}\left|\cos \left(\pi {\frac {\phi }{\phi _{0}}}\right)\right|}
La réponse du SQUID est une modulation du courant critique en fonction du flux dans la boucle (voir figure).

## Magnétomètre

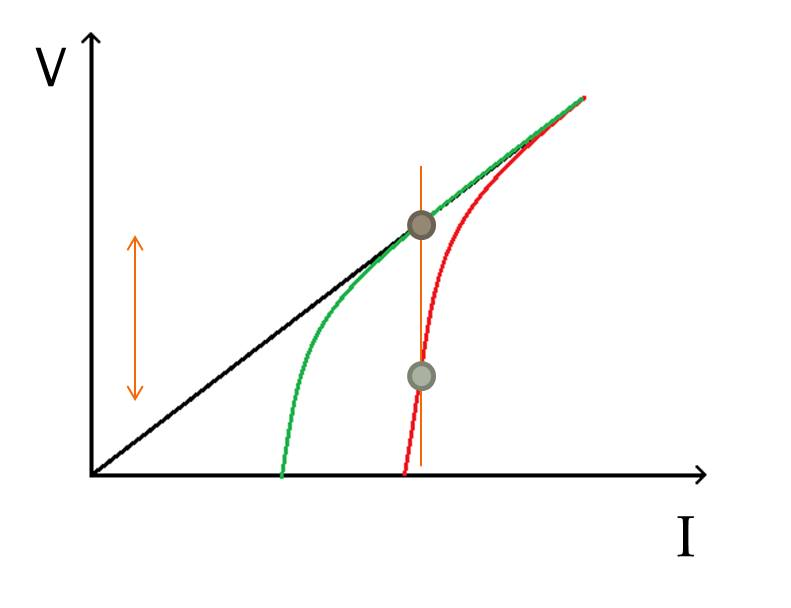
Utilisation du SQUID comme magnétomètre : On polarise le SQUID avec un courant légèrement au-dessus du courant critique et dépendement du flux dans la boucle la lecture du voltage change (puisque l'on change de courbe I-V avec le flux). La ligne noire montre une dépendance linéaire (loi d'ohm), la ligne rouge correspond à la courbe I-V du SQUID quand le flux dans la boucle est multiple entier d'un quanta de flux (maximale) et la ligne verte correspond à la courbe I-V du SQUID quand le flux dans la boucle est un demi-entier du quanta de flux (minimale).

En réalité, le courant critique dans un SQUID n'atteint jamais une valeur nulle. De plus, la transition de supraconducteur (tension nulle) à la loi d'Ohm dans les diagrammes du courant en fonction du voltage n'est pas instantanée. C'est seulement avec le modèle RCSJ que l'on peut prédire le comportement dans ces régions. Toutefois, si l'on suppose une transition lisse comme sur la figure de droite (ce qui est réaliste), on peut voir que si l'on se place à un courant de polarisation légèrement au-dessus du courant critique {\displaystyle I_{c}}, la différence de potentiel aux bornes du SQUID dépendra de la courbe I-V où l'on se trouve (dépendant elle-même du flux dans la boucle).